# Valentino Braitenberg
Valentino von Braitenberg, né le 18 juin 1926 à Bozen et mort le 9 septembre 2011 à Tübingen, est un expert en cybernétique, écrivain allemand, directeur de l'Institut Max Planck de cybernétique biologique à Tübingen en Allemagne (de 1968 à 1994).

## Biographie
Valentino von Braitenberg est connu pour son livre Véhicules : Expériences en psychologie synthétique dans lequel il décrit comment de petits « véhicules » peuvent évoluer par l'ajout de capteurs, d'actionneurs et de connexions simulant des réseaux de neurones basiques. Malgré leur simplicité, les 14 versions de robots présentent des comportements complexes et autonomes comme l'agression, l'attirance, la fuite, etc.